# Сепехри, Сохраб
Сохра́б Сепехри́ (перс. سهراب سپهری‎; род. 6 октября 1928, Кум — 21 апреля 1980, Тегеран) — иранский поэт, художник, философ.
В мае 1940 года Сепехри получил начальное образование в школе Хайама, а через три года среднее образование в школе Пехлеви в Кашане.
В мае 1943 будущий поэт отправляется в Тегеран, где поступает в педагогическое училище для юношей. По окончании учёбы он вновь возвращается в родной город для прохождения педагогической практики. Параллельно с работой в Управлении воспитания и образования Кашана Сепехри продолжает учиться и, сдав экстерном экзамены, получает диплом о полном среднем образовании.
Осенью 1948 года Сохраб поступает на факультет изящных искусств Тегеранского университета, который с отличием заканчивает в 1953 году.
Первым поэтическим опытом Сепехри стал опубликованный в 1947 году сборник «На краю луга или мавзолей любви», в котором чувствуется сильное подражание романтикам, с присущими им склонностью к любовной лирике и стремлением к уединению. К этому же периоду времени относится и первая известная из художественных работ Сепехри — идиллический «пасторальный» пейзаж, написанный в классической живописной технике, соответствующей классическому арузу первого поэтического сборника.
За годы учёбы в университете Сохраб серьёзно увлёкся кубизмом и успел выпустить два поэтических сборника «Смерть цвета» (1951) и «Жизнь снов» (1953). Поэзия первого из них отразила символистские умонастроения поэта, а иллюстрациями к сюрреалистическим грёзам второго как нельзя лучше послужили эксперименты Сепехри в области кубизма, с его метафорическим построением образа по принципу разветвлённой ассоциативности и свободного соответствия выразительности формы характеру запечатлеваемых переживаний.
В августе 1957 года Сохраб совершает своё первое сухопутное путешествие в Европу через Турцию, Болгарию, Югославию (Австрия, Германия, Швейцария, Париж, Лондон) и поступает на отделение литографии в школе изящных искусств в Париже в качестве вольного слушателя. После посещения Франции и более близкого знакомства с «парижской живописной школой», одной из характерных черт которой являлся пристальный интерес к искусству Востока, Сепехри увлекается восточной философией, разрабатывая эту тему как в поэзии — «Обрушение солнца» (сборник был готов к печати уже в 1958, но вышел только в 1961) и «Восток печали» (1961), так и в живописи.
Наиболее плодотворными для Сепехри как в поэзии, так и в живописи считается середина 60-х. Именно в этот период он написал самые значительные из своих поэтических произведений «Звук шагов воды» (1965), «Путешественник» (1966) и «Зелёный объём» (1968). Поворотным этапом в художественных и мистико-философских исканиях Сохраба стало посещение Японии и Индии (1960-61, 1964 гг.) и его непосредственное знакомство с культурными традициями этих стран.
Во время учёбы и после её окончания, то есть в период с 1948 по 1960 год Сепехри работал во многих государственных учреждениях, в том числе: в англо-иранской нефтяной компании, художником-проектировщиком в Организации содействия здравоохранению, в отделе музеев Министерства культуры и искусства, преподавателем в высшем художественном училище декоративных искусств, в рекламном отделе Главного управления информации Министерства сельского хозяйства.
Вернувшись из Японии в марте 1962 года, Сохраб принимает решение окончательно оставить государственную службу и стать свободным художником, живущим на доходы от продажи своих стихотворных сборников и художественных полотен. К каждой выставке он готовил от 50 до 150 новых работ, которые, к счастью, пользовались спросом среди иранской интеллигенции и знатоков искусства, позволяя художнику содержать себя и родных.
В 70-е годы, когда выросло и мастерство художника, и очередь, желающих приобрести его работы он пишет небольшое, по сравнению с 60-ми годами, количество картин, причиной чему — многочисленные поездки Сепехри по стране и за границу с целью принятия участия в художественных выставках, бьеннале, фестивалях. Художник и его картины (иногда без самого автора) побывали в Турции, Болгарии, Югославии, Австрии, Германии, Швейцарии, Франции, Англии, Италии, Гонконге, Японии, Индии, Израиле, Бразилии, Пакистане, Афганистане, Испании, Голландии, США, Греции и Египте.
Несмотря на частые путешествия Сохраб практически нигде не задерживался дольше двух месяцев, потому что начинал тосковать по родине, и в первую очередь по своей малой родине Кашану, селеньям Чинар и Голестане, которые были для него источником и творческого вдохновенья и потраченных в пути душевных и физических сил.
Исследователи литературного творчества Сохраба не располагают информацией о десяти годах, которые разделяют выход в свет предпоследнего «Зелёный объём» (1968) и последнего «Мы — ничто, мы — взгляд» (1977) поэтических сборников Сепехри. По свидетельствам родных и друзей Сохраб посвящал все это время творчеству и самообразованию. Уединяясь в своей комнате, он писал картины, сочинял стихи, читал поэзию и труды по философии и истории религии на фарси, а также, французском, английском и немного на японском языках, которые выучил самостоятельно.
О последних годах жизни поэта известно очень мало. Он жил с матерью и сестрой в маленьком доме на окраине селения Гиша, на 53-м километре южной автострады. В 1979 году у Сепехри возникли проблемы со здоровьем и он прошёл обследование в больнице «Парс» в Тегеране. Оказалось, что у поэта рак крови и болезнь очень запущена. Попытка провести лечение в Англии успеха не принесла, и Сепехри вернулся на родину, где 21 апреля 1980 года его не стало.
Днём позже он был похоронен в селении Машхад-е-Ардахал в окрестностях Кашана. Надгробный камень один из ведущих мастеров каллиграфии Ирана Реза Мафи украсил строками из стихотворения Сохраба «Оазис в мгновении»:
Отправишься если меня искать,

Приближайся медленно и осторожно, не дай Бог потрескается 

Хрупкий фарфор моего одиночества. 

(пер. М.Сатаров)
После себя поэт оставил большую коллекцию живописных и графических работ, которые можно увидеть в различных музеях мира и восемь литературных сборников, вошедших в книгу «Хашт кетаб». Стихи из этой книги известны и любимы в Иране, они цитируются в прессе многими литераторами и деятелями искусства, некоторые из них вошли в школьные учебники и обиходную речь иранцев, а название стихотворения «Дом друга где?» (1987) было дано фильму, снятому известным режиссёром, лауреатом премии «Золотая ветвь» Каннского кинофестиваля Аббасом Киаростами.